# Sinartoria nanling
Espèce
Sinartoria nanling est une espèce d'araignées aranéomorphes de la famille des Lycosidae.

## Distribution
Cette espèce est endémique du Guangdong en Chine,. Elle se rencontre vers Shaoguan.

## Description
La femelle holotype mesure 4,78 mm.

## Étymologie
Son nom d'espèce lui a été donné en référence au lieu de sa découverte, le parc de Nanling.

## Publication originale
- Lu, Zhang & Wang, 2025 : « Three new species of the wolf spider genus Sinartoria Wang, Framenau & Zhang, 2021 (Araneae, Lycosidae) from southern China. » ZooKeys, vol. 1244, p. 213–223.